# Maman Meuh et la Corneille
Pour plus de détails, voir Fiche technique et Distribution.
Maman Meuh et la Corneille (titre original suédois : Mamma Mu Och Kråkan) est un long métrage d'animation suédois réalisé par,sorti au cinéma en Suède en 2008. C'est un dessin animé de fantasy animalière pour la jeunesse, adapté des fictions radiophoniques et des livres de l'auteur suédois.

## Fiche technique
- Titre français : Maman Meuh et la Corneille
- Titre original : Mamma Mu Och Kråkan
- Pays :  Suède
- Langue : suédois
- Format : couleur
- Son : Dolby
- Durée : 77 minutes
- Date de sortie : Suède : 19 septembre 2008

### Voix Suédois
- Rachel Molin-Mamma Mu
- Johan Ulveson-Kråkan
- Sara Lindh-Fru Bonden
- Erik Ahrnbom-Herr Bonden
- Melker Duberg-Lillebror
- Amanda Jennefors-Lina